# Casspir
Casspir je rodina jihoafrických kolových obrněných vozidel s pohonem 4x4. Vznikla na konci sedmdesátých letech dvacátého století. Jejich hlavním úkolem je přeprava vojáků, přičemž v jeho konstrukci byl kladen velký důraz na odolnost proti výbuchům min a nástražných výbušných systémů. Projevuje se to v celkovém konstrukčním řešení s vysoko posazenou kabinou, jejíž spodní část ve tvaru V napomáhá odklonění energie výbuchu mimo vozidlo. Casspir je tak vhodný pro nasazení v asymetrických válkách. Sériová výroba vozidla probíhá od roku 1979. V průběhu let vzniklo několik vylepšených a specializovaných verzí. Celkem bylo postaveno přes 12 000 vozidel Casspir. Vozidlo Casspir se ve službě osvědčilo pro svou odolnost a spolehlivost. Armádu Spojených států amerických svými vlastnostmi inspirovalo k zavedení obrněných vozidel kategorie MRAP.

## Vývoj

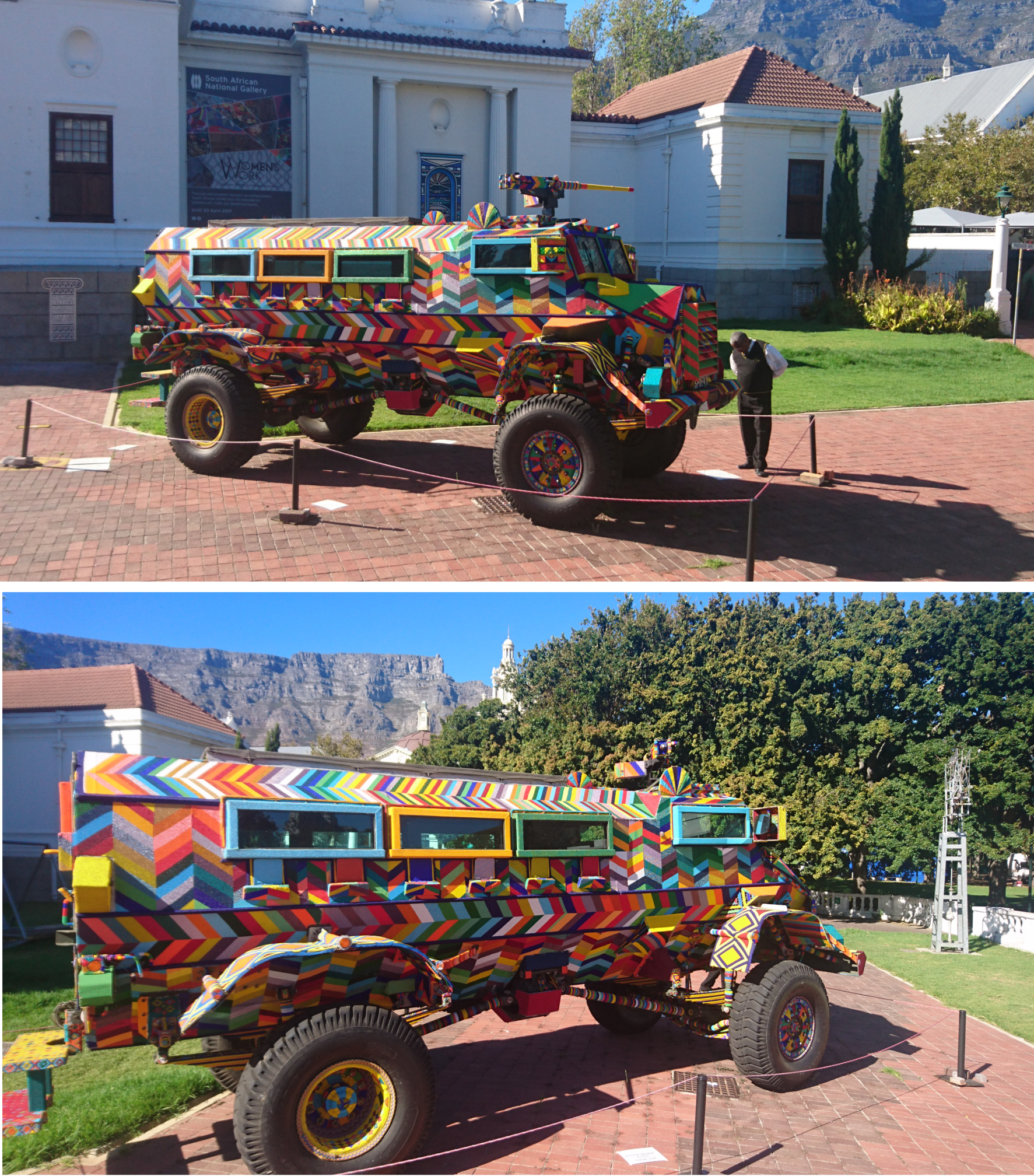
Jihoafrický Casspir

Obrněné vozidlo Casspir bylo vyvinuto pro nasazení v pohraniční válce v Namibii. V tomto asymetrickém konfliktu se jihoafrické ozbrojené síly musely vypořádat s rozsáhlým nasazením min a výbušných systémů. Předchůdcem Casspirů byla pancéřová nástavba umístěná na upravené a zesílené šasi těžkého nákladního automobilu Bedford 4x4. Prototyp Casspiru byl dokončen roku 1979. V letech 1979–1980 vyrobil závod CSIR (Counsel for Scientific and Industrial Research) prvních vozidel 200 Casspir Mk.I. Ve výrobě pokračovala společnost TMF Limited (později byla postupně součástí firem Reumech, Vickers Defence Systems, Alvis a od roku 2006 BAE Systems) modelem Casspir Mk.II se silnějším motorem o výkonu 120 hp. V roce 1981 na tuto verzi upravila již existující vozidla a do roku 1986 vyrobila přibližně 700 dalších. Následovala verze Casspir Mk.III s ještě výkonnějším motorem o výkonu 170 hp. Do roku 1992 byla vyrobena v počtu okolo 2500 vozidel. V letech 1993–1994 výrobce dočasně přerušil výrobu nových Casspirů, aby se zaměřil na jejich modernizační program. Poté byla výroba obnovena. Nejnovější generace vozidla nese označení Casspir 2000.

## Konstrukce

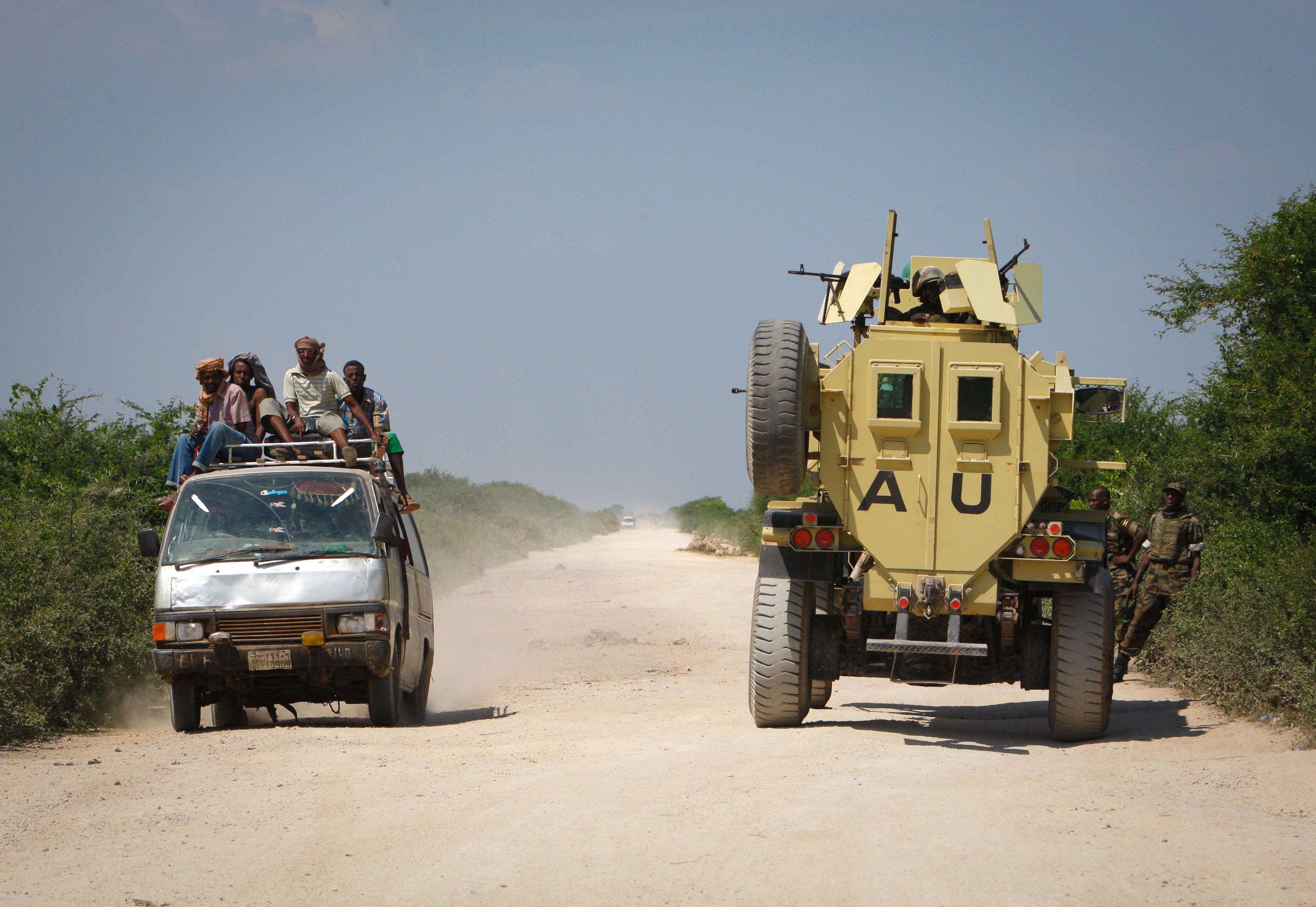
Ugandské vozidlo Casspir. Při pohledu zezadu je dobře patrné protiminové tvarování korby.

Hlavní předností vozidla Casspir byla odolnost vůči výbuchům min. Dimenzováno je na účinek ztrojené sovětské protitankové miny TM-57 (21 kg TNT) a jeho náprava na účinek zdvojené miny. Dosaženo jí bylo umístěním posádky a výsadku do pancéřové kapsle se dnem tvarovaným do V, díky čemuž docházelo k rozkladu a odklonění tlakové vlny. Tomu napomáhá i použití pryžových blatníků a poddimenzování vnějších závěsů, aby tlakové vlně nic nestálo v cestě. Pancéřová korba byla odolná vůči střelám ráže 7,62mm a střepinám granátů. Původně byla shora otevřená, ale později byl doplněn i horní plát. Vozidlo je přístupné dvoukřídlými dveřmi na zádi.
Vozidlo má dvoučlennou posádku tvořenou velitelem a řidičem. Přepravuje výsadek až dvanácti osob. Prostor pro výsadek je vybaven neprůstřelnými okny a střílnami pro osobní zbraně posádky. Obvyklou výzbroj představují velitelem obsluhované dva 7,62mm kulomety ve stropním střelišti. Doplnit je může třetí kulomet v předním okně. Policejní verze mají odlišné vybavení. Vozidlo využívá řadu komerčních komponentů (např. motory). Verzi Mk.III pohání přeplňovaný šestiválcový vznětový motor Atlantis Diesel Engines ADE-352T o výkonu 170 hp (127 kW). Je to licenční jihoafrická verze motoru Mercedes-Benz OM 352 z nákladních automobilů Unimog.

## Varianty

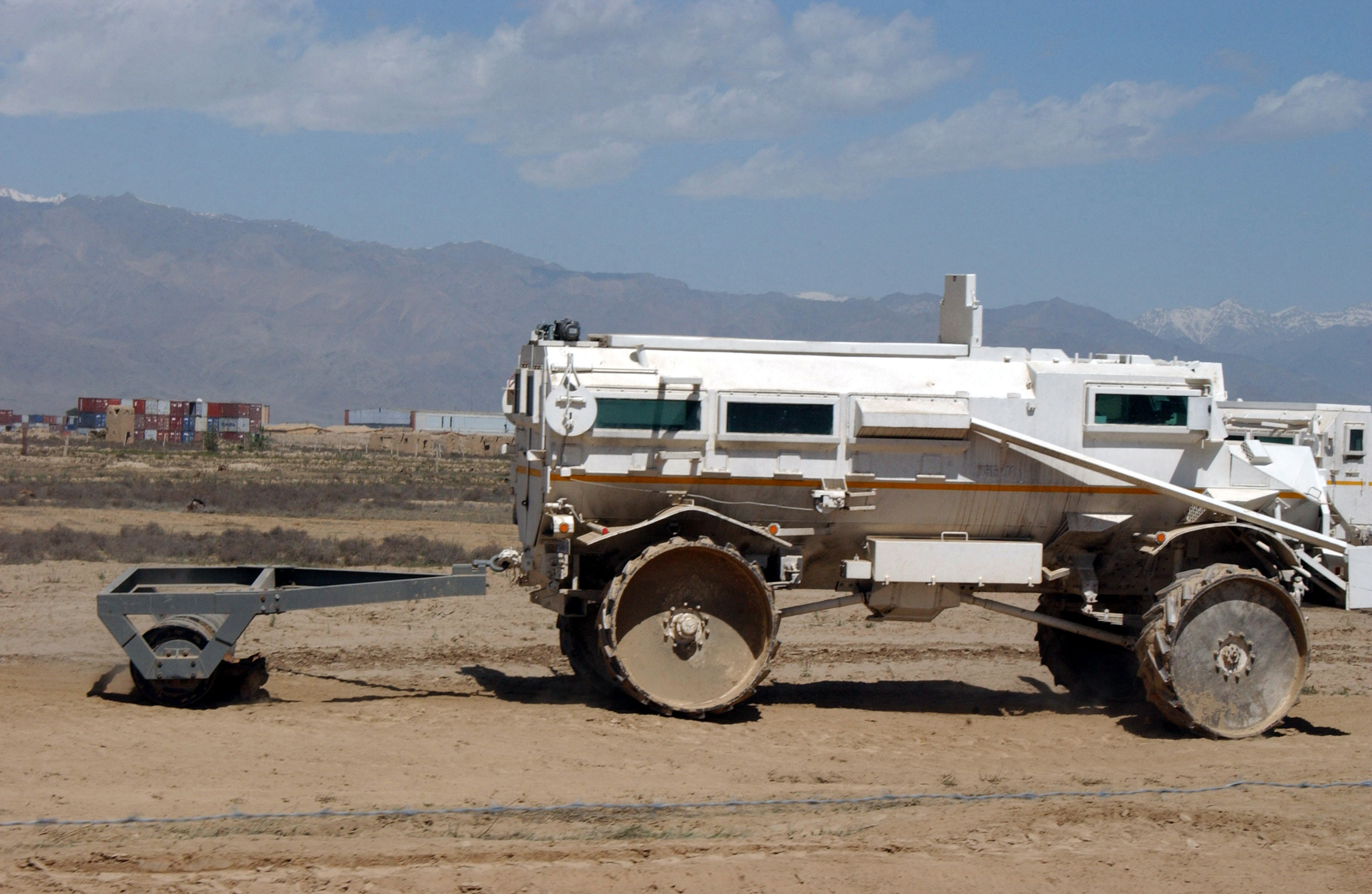
Vozidlo pro likvidaci min Casspir Mechem v Afghánistánu

- Casspir Mk.I – Výroba 1979–1980. Obrněné vozidlo pro přepravu vojáků. Později modernizovány na Mk.II. Přibližně 200 ks.
- Casspir Mk.II – Výroba 1981–1986. Silnější motor o výkonu 120 hp. Přibližně 700 kusů.
- Casspir Mk.III – Výroba do roku 1992. Silnější motor o výkonu 170 hp. Přibližně 2500 kusů.
- Casspir 2000 – Nejnovější generace vozidla využívající komponenty Mercedes Benz.
- Casspir 2000B – Nejnovější generace vozidla využívající komponenty Powerstar.
- Blesbock – Obrněné nákladní vozidlo s nosností pět tun nákladu. Dvoumístná pancéřová kabina má boční dveře.
- Duiker – Cisterna s kapacitou 5000 litrů.
- Gemsbock – Vyprošťovací vozidlo.
- Casspir Mechem – Vozidlo pro likvidaci min s ocelovými koly a minovým tralem.
- Buffalo – Vozidlo pro likvidaci min se znakem náprav 6x6.

Existují i další účelové verze, např. ambulance, policejní vozidlo, odminovací vozidlo s raketometem Plofadder 160AT (miny ničí výbuchem), velitelské vozidlo, vozidlo pro řízení dělostřelecké palby, nebo nosiče různých zbraní (120mm minomet, 106mm bezzákluzový kanon M40).

## Uživatelé
- Angola
- Benin
- Burundi
- Džibutsko
- Egypt
- Ghana
- Indie – 90 ks.
- Indonésie
- Irák
- Jižní Afrika – Hlavní uživatel.

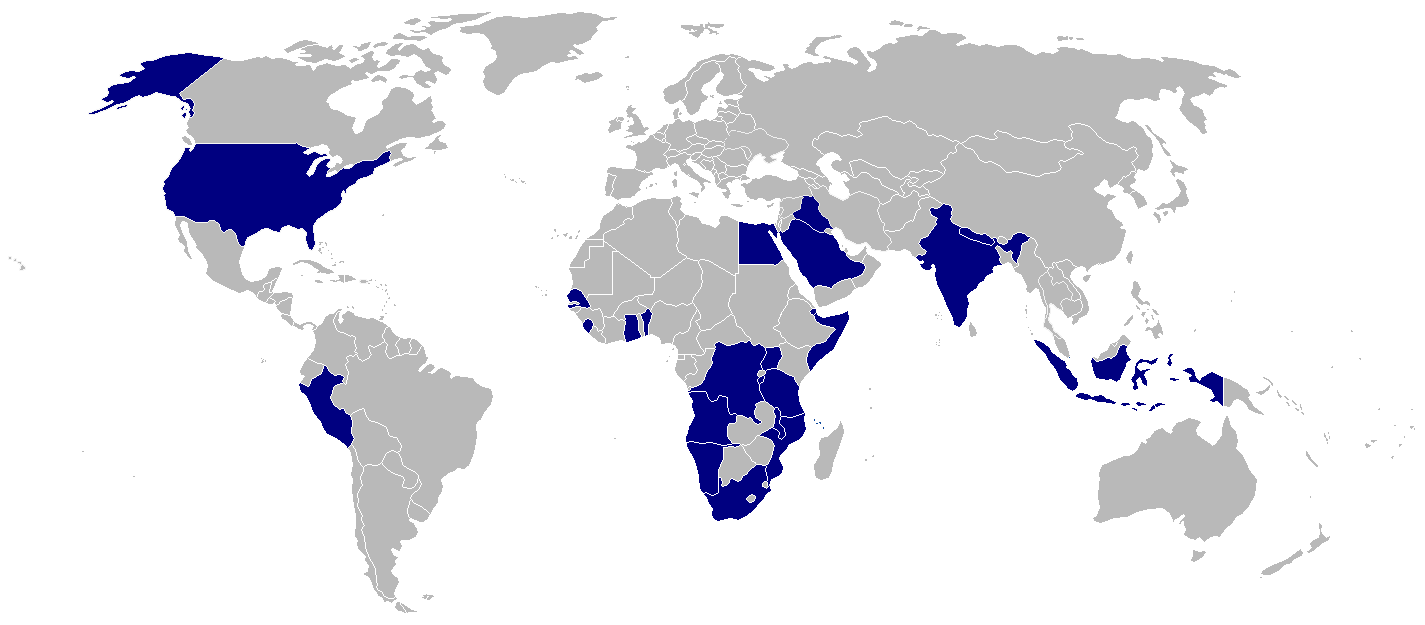
Uživatelé vozidla Casspir

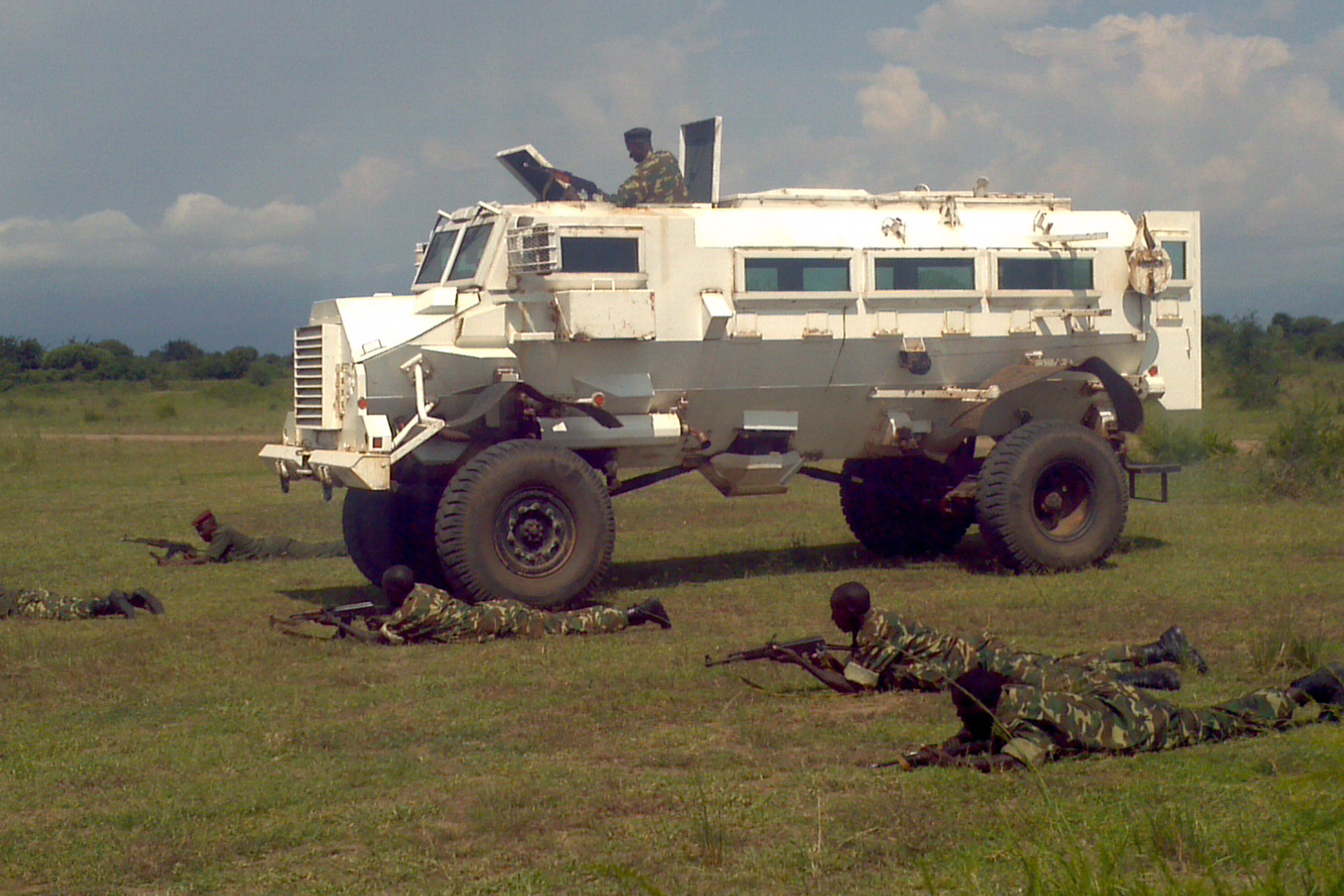
Vozidlo Casspir ozbrojených sil Burundi

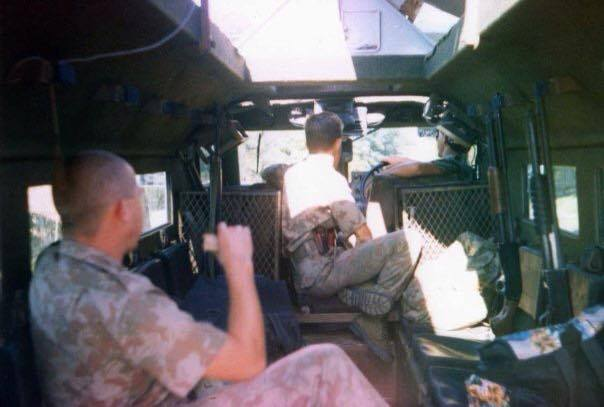
Stísněný interiér vozidla Casspir

- Konžská demokratická republika
- Malawi
- Mali
- Mosambik
- Namibie
- Nepál
- Peru
- Saúdská Arábie
- Senegal
- Sierra Leone
- Somálsko
- Tanzanie
- Uganda
- USA – 68 ks.